# Vladimir Ivanovič Alatyrcev
Vladimir Ivanovič Alatyrcev (rusky Владимир Иванович Алатырцев, 30. října 1908 Semjonovskoje – 30. října 1964 Riga) byl ruský básník a překladatel.

## Život
Alatyrcev pocházel z rolnické rodiny a brzy osiřel. V roce 1939 absolvoval Čuvašský pedagogický institut v Čeboksarech. Pak působil jako učitel na základních a středních školách v Čuvašsku. V letech 1939–1941 působil byl přednášejícím na Státním pedagogickém institutu, nicméně vypuknutí války znemožnilo jeho vědeckou činnost v ústavu.
Od roku 1941 se účastnil Velké vlastenecké války. Jako velitel kulometné čety a zvláštní korespondent pro armádní noviny byl na frontě až do samého vítězství nad nepřítelem, prošel z moskevské oblasti do Východního Pruska. Za účast v bitvách mu byl udělen Řád vlastenecké války prvního stupně, Rudá hvězda a několik medailí.

## Tvorba
Do roku 1958 sloužil jako korespondent pro vojenské noviny. Po válce žil v Rize, v čele sekce rusky mluvících spisovatelů Svazu lotyšských spisovatelů nepřerušoval komunikaci s Čuvašskem. Překládal díla čuvašských autorů do ruštiny (Konstantina Vasiljeviče Ivanova, Semjona Vasiljeviče Elgera, Miškina Sespela a dalších).
Sám publikoval od roku 1937. Hlavními motivy jeho poezie jsou občanství, vlastenectví a láska k vlasti. Básnické dílo se vyznačuje stručností, lyrikou a hrdinským patosem.

### Seznam děl
- 1944 – Sešit z fronty (Фронтовая тетрадь)
- 1946 – Hlas srdce (Голос сердца)
- 1949 – Básně (Стихи)
- 1958 – Jménem generace (От имени поколения)
- 1961 – Po stezkách jinošství (По тропам юности).[3]
- 1969 – Vše, co mělo srdce (Всё, что сердце имело)
- 1976 – Jasan (Ясень)
- 1984 – Suravlejka (Суравлейка)[4]